# Làng Inunaki

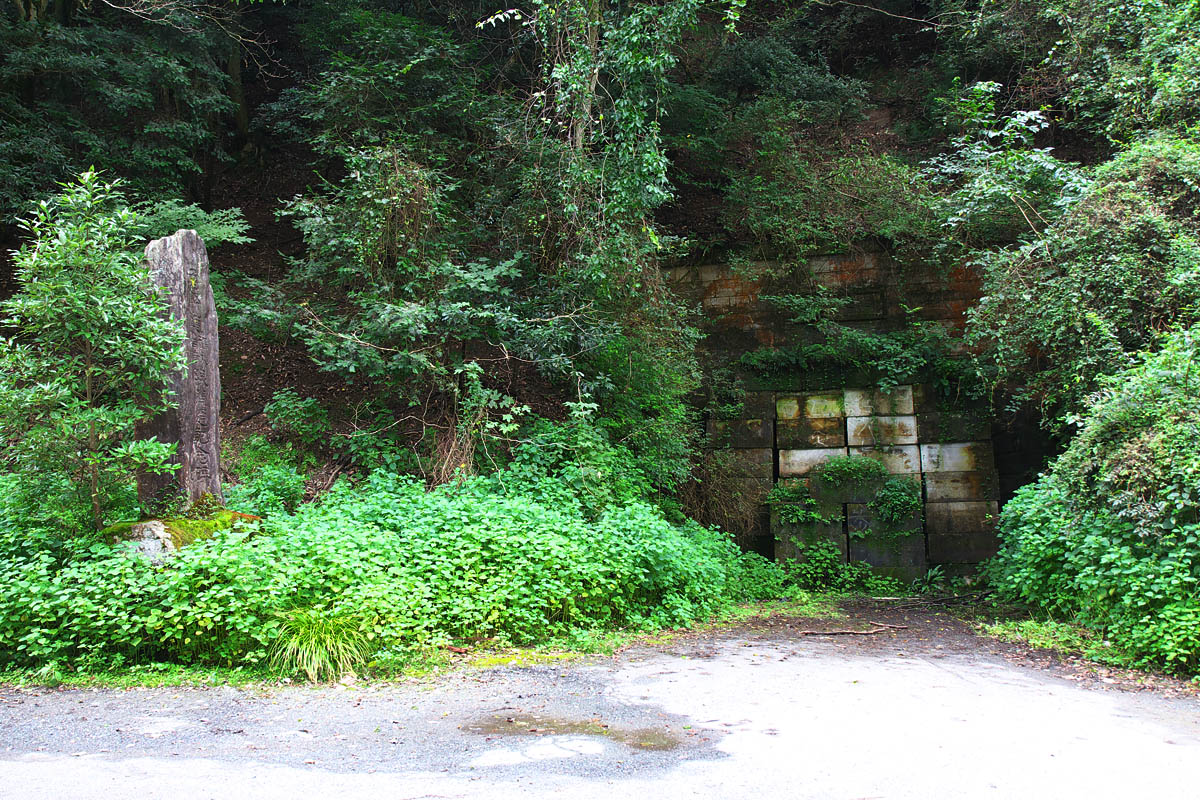
Lối vào bị đóng kín của đường hầm Inunaki cũ.

Làng Inunaki (Nhật: 犬鳴村 Hepburn: Inunaki-mura) là một truyền thuyết đô thị Nhật Bản tồn tại từ những năm 1990 kể về một ngôi làng được cho là ở tình Fukuoka - phía Bắc của vùng Kyushu trên đảo Kyushu, Nhật Bản nơi có những người dân từ chối tuân theo những quy tắc hiến pháp Nhật Bản. Theo mô tả thường được biết tới, ngôi làng này nằm ở vùng lân cận núi Inunaki, sát với đèo Inunaki. Tính tới nay, vị trí chính xác của khu vực này vẫn chưa được xác nhận. Tuy nhiên, một ngôi làng khác có tên Inunaki nhưng không liên quan tới truyền thuyết đô thị này đã tồn tại trong khoảng thời gian từ năm 1691 đến năm 1889.

## Truyền thuyết đô thị
Theo mô tả, Inunaki là một ngôi làng "heo hút và dễ bị bỏ qua" trong một khu rừng nằm ở tỉnh Fukuoka, phía đông của núi Inunaki, cạnh nhánh thượng nguồn của sông Inunaki Gawa và rìa phía tây của Wakamiya. Theo truyền thuyết đô thị này, dân làng ở đây không chấp thuận Hiến pháp Nhật Bản và phủ nhận tính hợp pháp của chính phủ Nhật Bản. Gần lối vào làng có một biển báo viết tay ghi: "Hiến pháp Nhật Bản không có hiệu lực ở đây". Để tìm được ngôi làng, người ta phải đi qua một con đường nhỏ men qua đường hầm Inunaki cũ. Câu chuyện gốc diễn ra vào đầu những năm 1970, kể về một cặp vợ chồng trẻ đang trên đường đến Hisayama thì xe của họ bất ngờ bị hỏng. Họ sau đó rời xe và đi lên rừng để tìm kiếm sự giúp đỡ của những người dân xung quanh. Tới cuối cùng, họ đã rẽ qua một ngôi làng dường như bị bỏ hoang và không lâu sau đó họ bị một "ông già điên cuồng" tiếp cận và giết họ bằng một chiếc liềm.
Một truyền thuyết đô thị khác kể về một bốt điện thoại gần cầu Inunaki được cho là đã luôn nhận được cuộc gọi từ làng Inunaki mỗi đêm. Theo truyền thuyết này, những ai nghe cuộc điện thoại từ chiếc bốt điện thoại đó sẽ bị nguyền rủa và bị đưa về ngôi làng này không lâu sau đó. Nạn nhân của lời nguyền sẽ dần bắt đầu mất kiểm soát cơ thể và tâm trí trước khi qua đời.

## Làng Inunaki ngoài đời thật

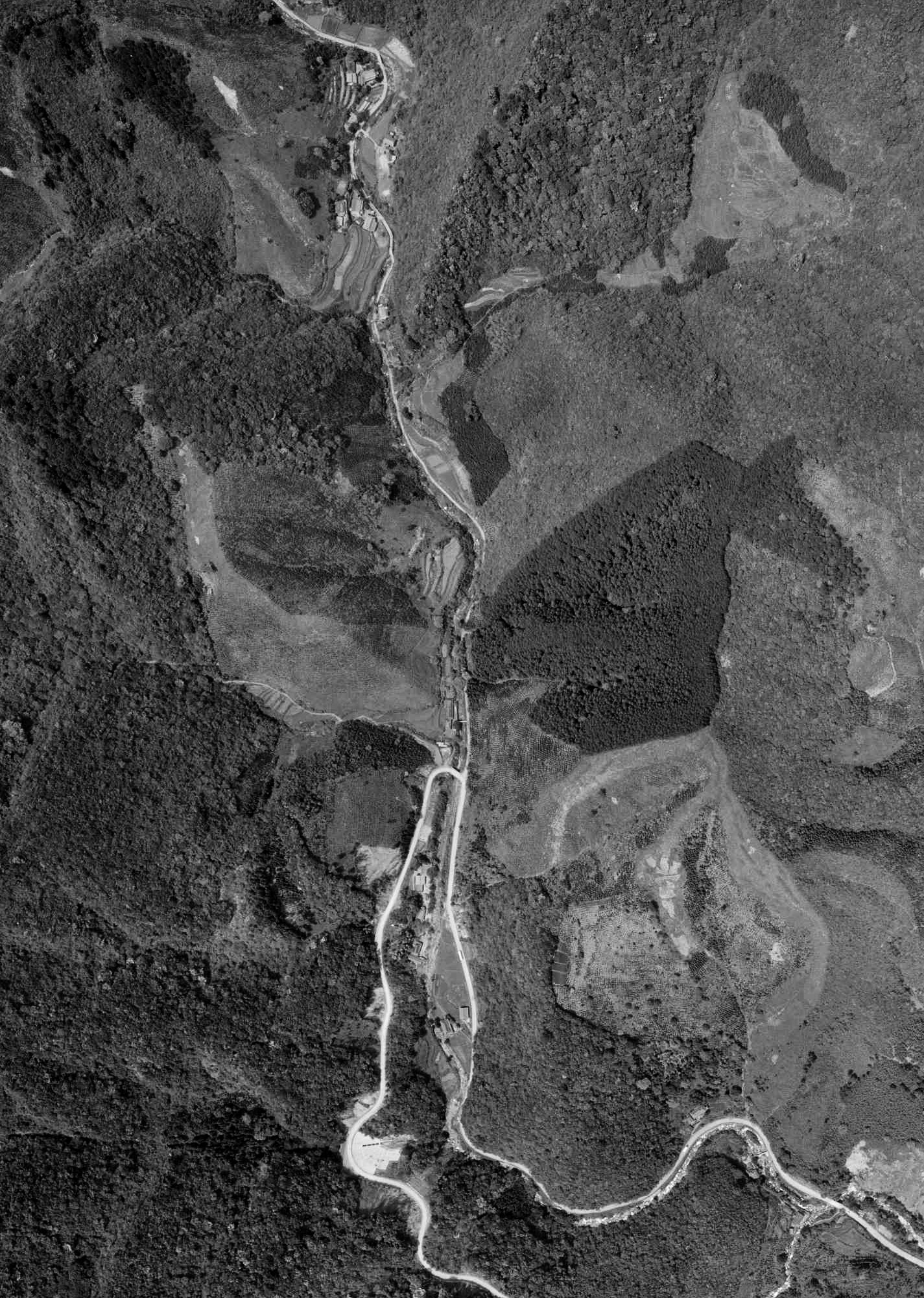
Ảnh chụp trên không của Inunakidani trước khi xây dựng đập Inunaki.

Theo ghi chép lịch sử từ thời Edo (1603-1868), làng Inunaki thực sự nằm ở vị trí 33°41′25″B 130°33′30″Đ / 33,69028°B 130,55833°Đ với tên gọi chính thức là làng Inunakidani (犬鳴谷村). Ngôi làng được thành lập bởi một nhóm phái điền của lãnh địa Fukuoka vào năm 1691. Shinozaki Bunnai được phong danh vị trưởng làng. Nguồn thu nhập chính của ngôi làng này tới từ việc sản xuất đồ gốm và chế tạo thép. Một mỏ than đã được thành lập tại đây và không lâu sau đó thì lâu đài Inunaki Gobekkan được xây dựng vào năm 1865 theo đề nghị của Kato Shisho.
Vào tháng 4 năm 1889, do hệ quả của việc áp dụng chính sách hệ thống thị trấn và làng xã (町村制, Chosonsei). Ngôi làng Inunakidani đã được sáp nhập vào ngôi làng Yoshikawa gần đó. Đồng thời nhiều năm sau đó tiến hành sát nhập với các khu vực khác, cuối cùng tạo thành thành phố Miyawaka. Ngôi làng Inunakidani nguyên gốc hiện đã bị nhấn chìm vào năm 1986 do việc xây dựng đập Inunaki (được hoàn thành năm 1994). Những người dân trong làng được di dời đến Wakita sau đó.

## Trong văn hóa đại chúng
Truyền thuyết về làng Inunaki đã là niềm cảm hứng cho nhiều tác phẩm nghệ thuật khác nhau trong văn hóa đại chúng. Vào tháng 2 năm 2019, bộ phim kinh dị HOWLING VILLAGE (犬鳴村, làng Howling) do đạo diễn Shimizu Takashi thực hiện dựa trên truyền thuyết đô thị này được công chiếu. Sự ra mắt của bộ phim sau đó đã góp phần vào làm nên sự nổi tiếng của đường hầm Inunaki cũ nhưng cũng từ đó đã dẫn đến tình trạng xâm nhập và phá hoại gia tăng trong khu vực.
Vào tháng 11 năm 2019, một trò chơi kinh dị mang tên "Inunaki Tunnel" (Đường hầm Inunaki) được phát hành trên Steam. Ngoài ra, truyền thuyết đô thị này cũng là nguồn cảm hứng cho loạt anime truyền hình năm 2016 như "Mayoiga" (迷家-マヨイガ-) hay bộ Manga "The Story of the Mysterious Tunnel" (トンネルの奇譚) của Ito Junji.